# Умерес, Сидар

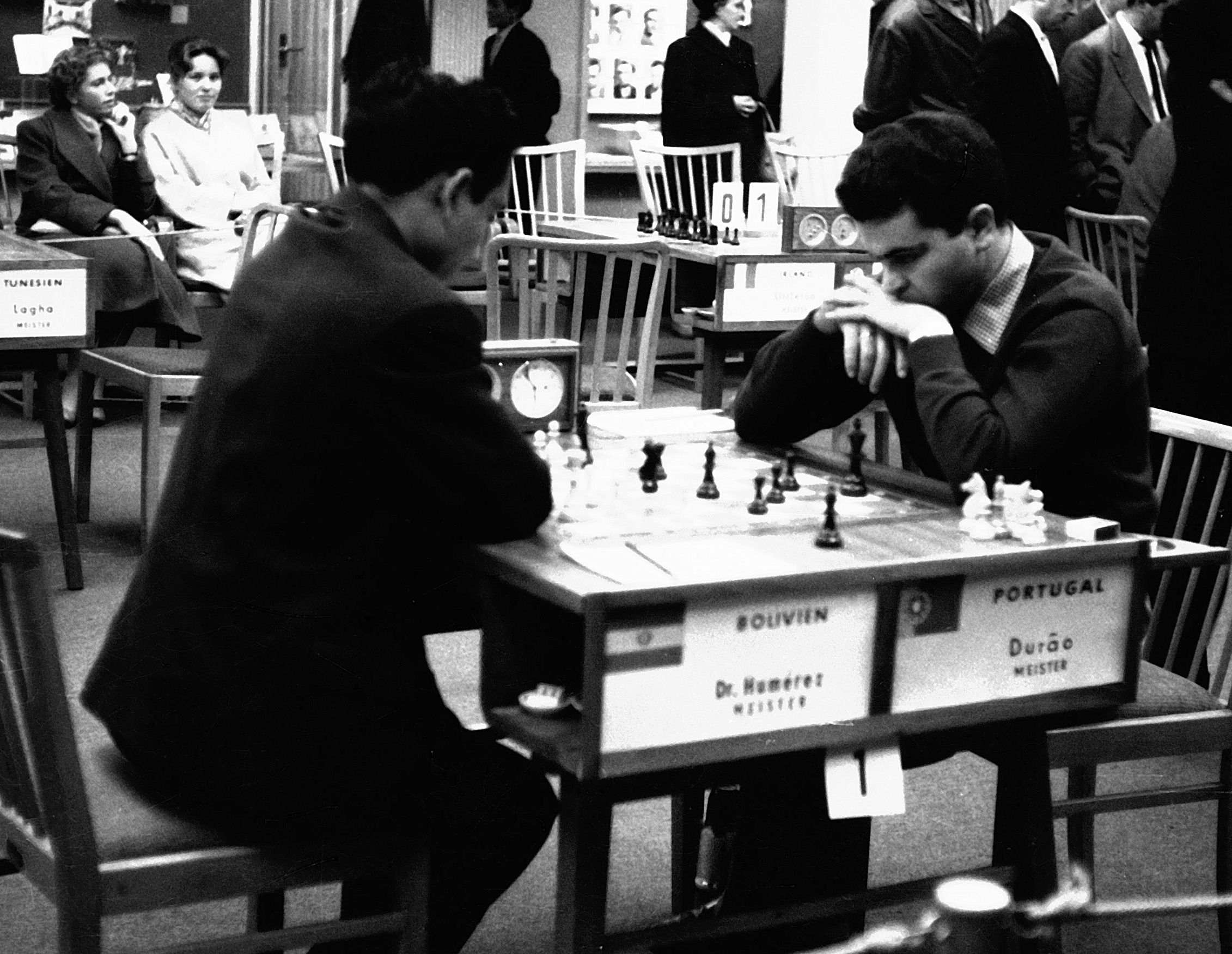
XIV Олимпиада, Лейпциг, 1960 г. Партия С. Умерес — Ж. Дуран (белые выиграли на 42-м ходу).

Сидар Умерес Эстрада (исп. Cidar Humerez Estrada, годы жизни неизвестны) — боливийский шахматист.
Чемпион Боливии 1956 и 1959 гг. Серебряный призер чемпионата Боливии 1954 г. (разделил 1—2 места с М. Субьетой, но уступил по дополнительным показателям).
В составе сборной Боливии участник шахматной олимпиады 1960 г. (на сайте 365Chess партии из этого соревнования помещены под именем Х. Гонсалвес-2).
Представлял Боливию в двух зональных турнирах (1954 и 1957 гг.), панамериканском чемпионате 1958 г. и латиноамериканском турнире 1962 г.
Сведения о биографии шахматиста крайне скудны. На личной странице в базе Chessgames содержится информация, что он погиб в автокатастрофе.

## Спортивные результаты
| Год  | Город          | Соревнование                                      | + | −  | = | Результат    | Место |
| ---- | -------------- | ------------------------------------------------- | - | -- | - | ------------ | ----- |
| 1954 | Мар-дель-Плата | Зональный турнир                                  | 4 | 12 | 5 | 6½ из 21     | 19    |
|      |                | Чемпионат Боливии                                 |   |    |   | 10 из 13     | 1—2   |
| 1956 |                | Матч с М. Субьетой (на звание чемпиона Боливии)   |   |    |   | Матч выигран |       |
| 1957 | Рио-де-Жанейро | Зональный турнир                                  | 5 | 3  | 7 | 8½ из 15     | 5—6   |
| 1958 | Богота         | Панамериканский чемпионат                         |   |    |   |              | [ 6 ] |
| 1959 |                | Чемпионат Боливии                                 |   |    |   |              | 1     |
| 1960 | Лейпциг        | XIV Олимпиада (сборная Боливии, 1-я доска)        | 7 | 9  | 4 | 9 из 20      |       |
| 1962 | Мар-дель-Плата | Латиноамериканский турнир                         |   |    |   |              | [ 7 ] |
|      |                | Матч с Х. Карвахалем (на звание чемпиона Боливии) |   |    |   |              |       |